# 라 레이나 소이 요
《라 레이나 소이 요》(스페인어: La reina soy yo)는 2019년 방영된 멕시코의 텔레노벨라이다. 지난 콜롬비아의 텔레노벨라《라 레이나 델 플로우》을 원작으로 한 작품이다. 2019년 5월 13일부터 8월 20일까지 유니비전에서 미국에서 처음으로 방송되었다. 멕시코에서는 2019년 8월 26일부터 라스 에스트레야스에 방영되었다.